# 道の駅アグリパークゆめすぎと
道の駅アグリパークゆめすぎと（みちのえき アグリパークゆめすぎと）は、埼玉県北葛飾郡杉戸町才羽にある埼葛広域農道の道の駅である。施設はまちの駅にも登録されている。
名前の通り、元々農業版の道の駅のような公園施設として作られ、その後に道の駅としても登録を受けている。

## 施設
- 駐車場
  - 普通車：207台
  - 大型車：25台
  - 身障者用駐車場：10台
- トイレ
  - 男：大・小17
  - 女：17
  - 身障者用：5

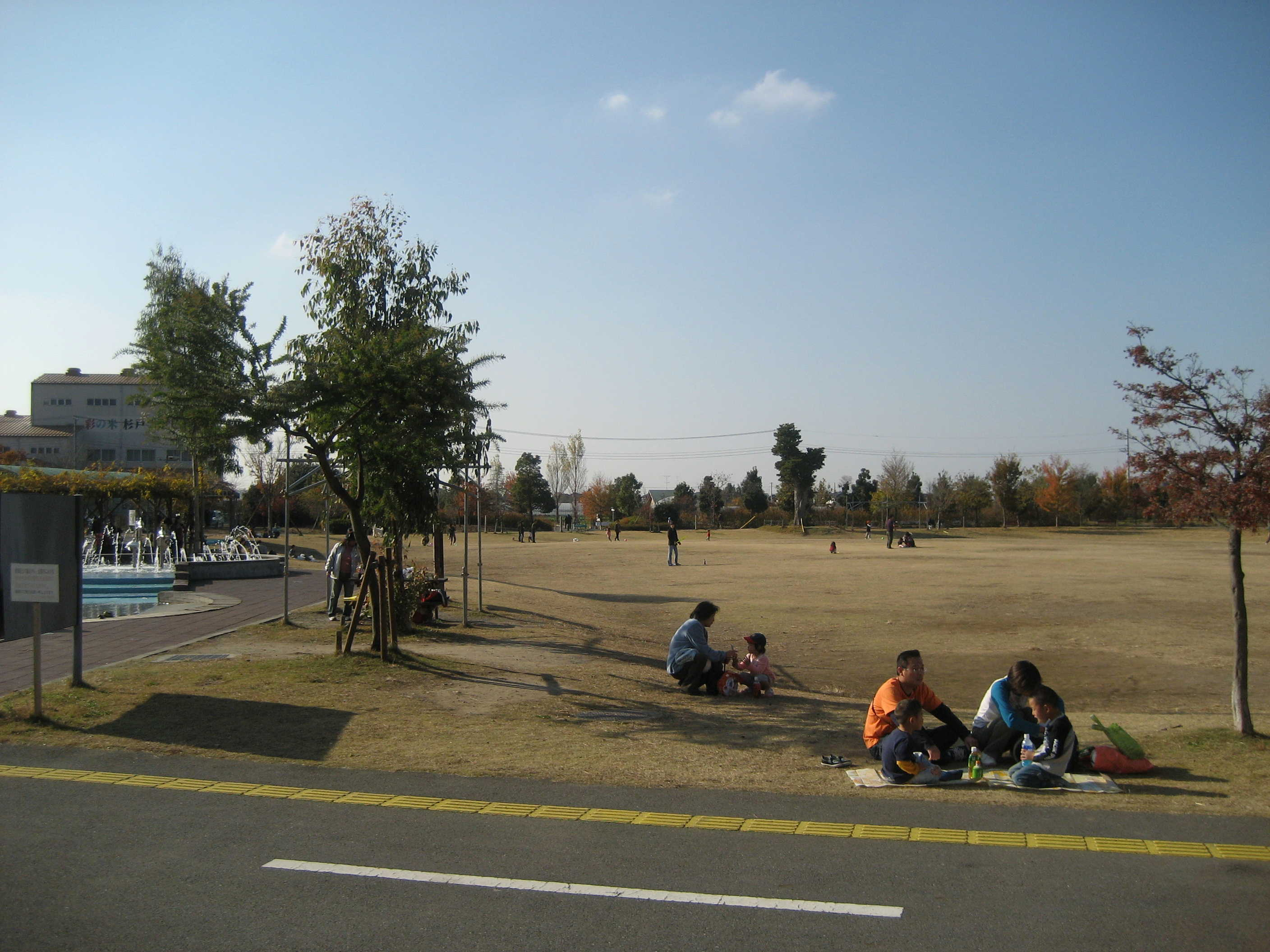
ひだまり広場

- 情報・観光案内コーナー（10:00 - 17:30、第1・3水曜・年末年始休み）
- レストラン（11:00 - 17:00、第1・3水曜・年末年始休み）
- 売店 - 地域の特産物販売所（10:00 - 17:00、第1・3水曜・年末年始休み）
- スナックコーナー
- あぐりガーデン
- 加工室・調理実習室
- アグリカントリー農園、みのり農園、体験水田、ふれあい農園
- 公園（噴水、ひだまり広場、無料遊具）
- バーベキュー施設
- イベント広場

### 管理団体
- 有限会社アグリパークゆめすぎと

## アクセス
- 埼葛広域農道（町道I級11号線）

## 周辺
- 大凧公園（春日部市西宝珠花「大凧会館」解体跡地）
- 埼玉県道183号次木杉戸線
- 埼玉県道319号惣新田春日部線
- 国道4号（日光街道）
- 新4号国道（春日部古河バイパス）
- 埼玉県立杉戸農業高等学校
- 江戸川
- 利根川